# České Lhotice

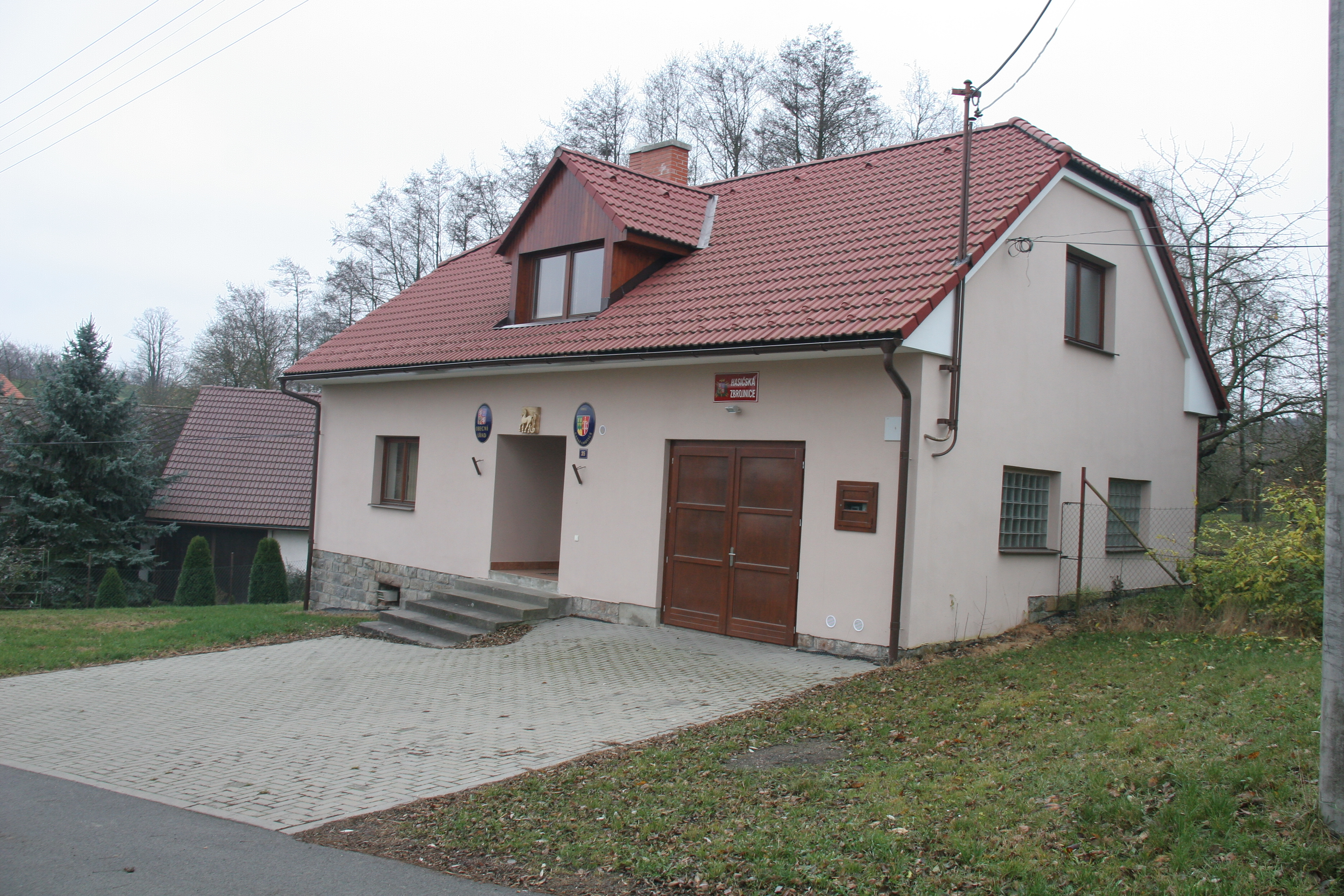
Gemeindeamt

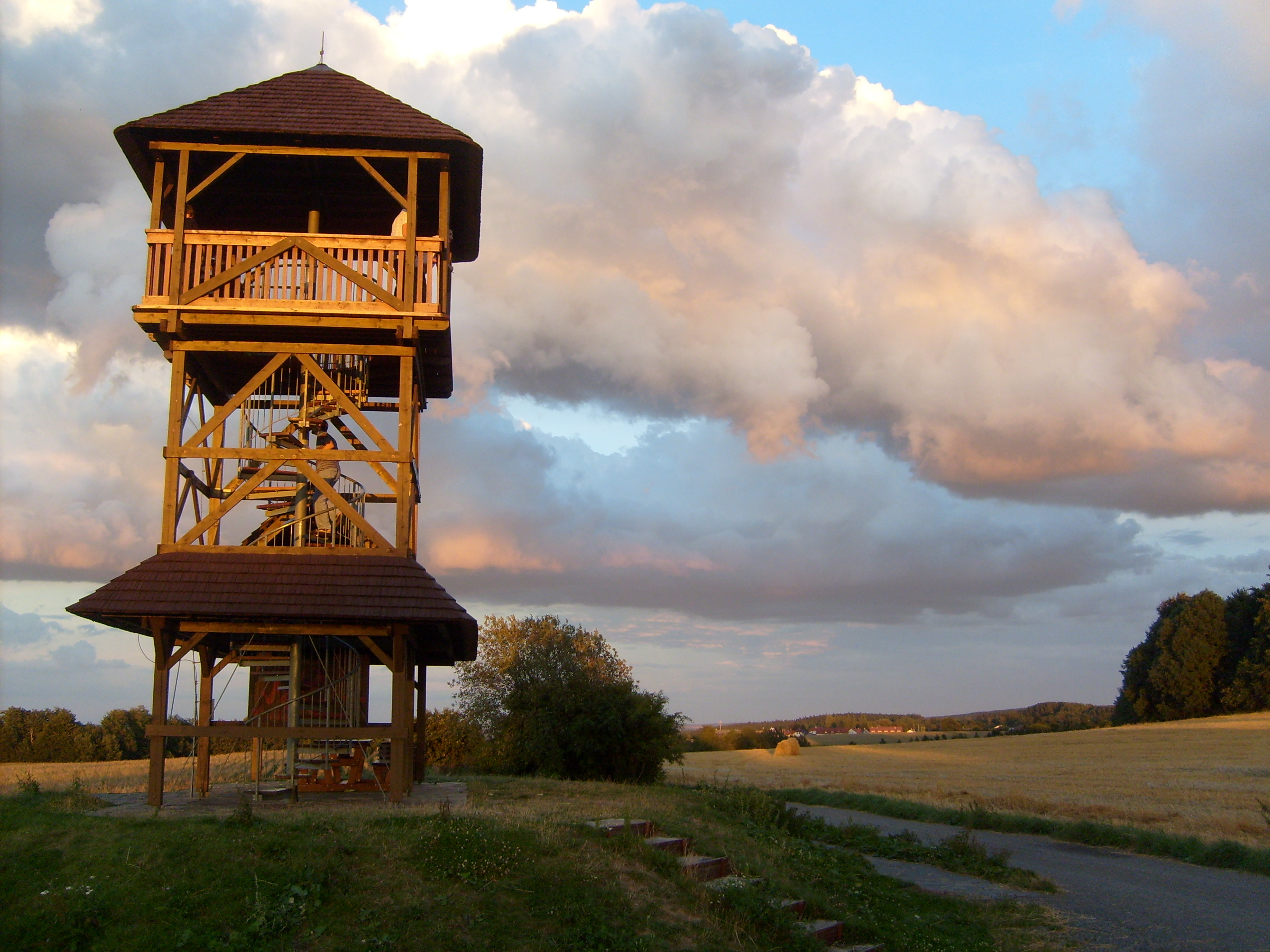
Aussichtsturm Boika

České Lhotice (deutsch Böhmisch Lhotitz) ist eine Gemeinde in Tschechien. Sie liegt zwei Kilometer westlich von Nasavrky und gehört zum Okres Chrudim.

## Geographie
České Lhotice befindet sich im Eisengebirge (Železné hory) auf dem Gebiet des Landschaftsschutzgebietes CHKO Železné hory über einem vom Bach Lhotický potok durchflossenen Grund. Den nördlichen Abschluss des Gemeindegebietes bildet das durch die Talsperre Křižanovice I geflutete Tal der Chrudimka. Nördlich liegt auf einem Sporn über einer Schleife der Chrudimka das Oppidum Hradiště, gegenüber erhebt sich die Na Vyhlídce (452 m n.m.).
Nachbarorte sind Slavice im Norden, Hradiště, V Limbu und Drahotice im Nordosten, Nasavrky im Osten, Hodonín im Südosten, Javorné im Süden, Lupoměchy und Libkov im Südwesten, Vedralka, 
Chlum und Spáleniště im Westen sowie Mezisvětí 2. díl, Mezisvětí 1. díl und Kopáčov im Nordwesten.

## Geschichte
Im 2. Jahrhundert v. Chr. bestand auf dem an drei Seiten von der Chrudimka umflossenen Sporn nördlich von Hradiště ein bedeutsames keltisches Oppidum.
České Lhotice wurde wahrscheinlich zum Ende des 1. Jahrtausends gegründet. Im 12. Jahrhundert gelangte die Gegend an das Benediktinerkloster Wilmzell. Die erste schriftliche Erwähnung von Lhotyczie erfolgte im Jahre 1329, als der Wilmzeller Abt Jaroslav und der Prior Všeslav den Bojanover Sprengel mit Ausnahme von Křižanovice an Heinrich von Lichtenburg überließen. Der Bojanover Sprengel kam damit unter die Verwaltung der Lichtenburg und im 15. Jahrhundert zu den Gütern der Burg Oheb. Im Jahre 1564 wurden die Güter der wüsten Burg Oheb an die Herrschaft Seč angeschlossen. 1628 verkaufte Johann Záruba von Hustířan die Herrschaft Seč mit Bojanov an den kaiserlichen Oberstleutnant Franz de Cuvier, der sie mit seiner Herrschaft Nassaberg vereinigte. 
Im Jahre 1835 bestand das im Chrudimer Kreis gelegene Dorf Böhmisch Lhotitz bzw. Český Lhotice aus 30 Häusern, in denen 241 Personen, darunter neun protestantische Familien, lebten. Zu Böhmisch Lhotitz konskribiert waren die Einschichten Wedralka (3 Häuser), Lupowěch (2 Häuser), U Řeky (2 Häuser) und der Bauernhof Kopačow. Katholischer Pfarrort war Nassaberg, das helvetische Pastorat und Bethaus befand sich in Hradischt. Bis zur Mitte des 19. Jahrhunderts blieb Böhmisch Lhotitz der Herrschaft Nassaberg  untertänig.
Nach der Aufhebung der Patrimonialherrschaften bildete České Lhotice ab 1849 mit dem Ortsteil Hradiště eine  Gemeinde im Gerichtsbezirk Nassaberg. Ab 1868 gehörte die Gemeinde zum politischen Bezirk Chrudim. 1869 hatte České Lhotice 271 Einwohner. Im Jahre 1900 lebten in dem Dorf 209 Personen, 1910 waren es 196. Zu Beginn des 20. Jahrhunderts führte die Gemeinde den Namen Česká Lhotice; der Kernort wurde zu dieser Zeit als Česká Lhotice 1. díl bezeichnet, die nicht zur Gemeinde gehörige Siedlung Lupoměchy als Česká Lhotice 2. díl. Nach der Gründung der Tschechoslowakei entstanden im Stříbrná řeka genannten Chrudimkatal zahlreiche Trampsiedlungen. Zwischen 1948 und 1954 wurde die Chrudimka mit der Talsperre Křižanovice I, die die Städte Pardubice und Chrudim im Trinkwasser versorgt, aufgestaut; die Siedlung U řeky wurde dabei aufgelöst und überflutet. 1964 wurde Hodonín eingemeindet, das Dorf wurde zum 31. August 1990 wieder eigenständig. 

## Gemeindegliederung
Die Gemeinde České Lhotice besteht aus den Ortsteilen České Lhotice (Böhmisch Lhotitz) und Hradiště (Hradischt, 1939–45 Radisch). Zu České Lhotice gehören zudem die Wohnplätze Kopáčov (Kopatschow) und Vedralka (Wedralka). Grundsiedlungseinheiten sind České Lhotice, Hradiště und Vedralka.

## Sehenswürdigkeiten und Kultur
- Evangelisches Bethaus in Hradiště, erbaut 1842–1847
- Stausee Křižanovice I, die zwischen 1948 und 1954 errichtete Talsperre dient der Trinkwasserversorgung.
- Oppidum Hradiště
- Keltenlehrpfad, der Rundweg führt von Nasavrky über České Lhotice und Hradiště zum Oppidum und zum Hradišťský vodopád.
- Aussichtsturm Boika auf der Anhöhe östlich von České Lhotice, errichtet 2006. Die nach den Boiern benannte Holzkonstruktion hat eine Höhe von 14,5 m; die Aussichtsplattform liegt in 11 m Höhe.[6]
- Naturreservat Krkanka im Tal der Chrudimka nördlich von Hradiště. Dort befindet sich auch der Hradišťský vodopád (Wasserfall von Hradiště).